# 2015年上海市金山区反对PX项目事件
2015上海金山反PX游行是2015年6月22日起在中华人民共和国上海市金山区发生的大批民众针对对二甲苯（PX）化工项目所发起的抗议与示威活动，持续多天。期間約有數萬名包括從上海各個區、浙江等地趕到金山的示威者參與本次遊行。

## 事件经过

### 6月22日
金山上千名市民聚集区政府门口静坐并游街示威，反对当地政府将原高桥的PX化工项目搬迁到金山区，大批警察到场戒备，期间有市民遭到警察殴打，至少1名市民被抓捕。金山区人民政府发布《告市民书》称:上海化工区上炼化一体化项目主要是为园区现有企业的原料配套，这次化工区规划(修编)环评不涉及PX项目，上海化工区规划环评不涉及PX项目，将来上海化工区也不会有PX项目。

### 6月23日
晚上，示威的人群要求区长出面表态无果。

### 6月26日
上午，上海市政府在金山区举行市民意见征询会。上海市政府经研究要求上海化工区管委会终止本次规划（修编）环评工作。

### 6月27日
大批民众计划6月27日前往人民广场继续抗议，已获知市民行动的上海市政府出动大批警察四处设卡，阻止市民外出，市民在乘公交时被要求出示身份证，大量市民被当场遣返，同时金山铁路亦被停运。市政府附近的人民公园被临时关闭。警方将人民广场聚集的民众送返至金山吕巷中学，要求抗议的民众签保证书，要求不再进行示威活动，才能释放。
晚上，约3万市民继续示威，在金山区蒙山路一带游行至深夜。

### 6月28日
金山区政府就规划环评发布《告市民书》（二）。

### 7月2日
中共中央政治局委员、上海市委书记韩正，中共上海市委副书记、市长杨雄来到上海市金山区召开座谈会，会议上要求“认真负责地回应金山广大干部群众合理诉求，切实加大环境保护和污染治理力度。这项工作当前尤为重要，是凝聚人心、凝聚共识的关键举措。”

## 新闻管制及网络审查
中国大陆媒体所报道的内容被严格限制，新闻门户网站和其他媒体仅仅转载官方通报，或新华社、中新社等官方新闻机构的报道，而没有媒体登出现场示威的照片和视频，而相比之下，境外媒体所报道的内容要丰富得多。6月26日至6月28日金山区网络在部分时间段限速，社交媒体临时受限。网络上，大量相关的讨论，图片，视频被删除。网友发现，新浪微博将部分相关微博替换成其他无关内容。

## 2017年计划建立第三座PX工厂
2017年3月16日彭博社报导，上海石化董事长兼总经理王治卿透露，上海石化考虑在2017年内向上海政府申请建造产量为年产100万吨的对二甲苯（PX）工厂。新工厂将坐落上海石化位于上海金山区的石化产业园，公司现在正在这个区域运行两个PX项目，总产量为每年83.5万吨。王治卿表示，当地政府和居民“都支持安全的PX项目”。